# Thuốc đuổi muỗi
Thuốc đuổi muỗi đã có từ lâu đời song hiện nay vẫn đang trong quá trình tìm hiểu khám phá nhằm nâng cao hiệu quả. Ngoài các loại thuốc đuổi muỗi thông dụng sử dụng các hóa chất tổng hợp - được điều chế thông qua công nghệ cao và tiên tiến của ngành dược phẩm còn có các loại thuốc đuổi muỗi được chế tạo theo phương thức dân gian như hun khói ở đồng bào Tây Nguyên - đốt vỏ cam quýt và một số thảo mộc có chứa tinh dầu v.v...thường được đồng bào phía nam sử dụng thông thường được sử dụng theo dạng đốt hoặc dùng nhiệt để tạo điều kiện phát tán các hương liệu đối kháng với muỗi và đa số các loại thuốc đuổi muỗi đều có tác dụng phụ đến sức khỏe con người ngoài ra còn có nhiều cách khác như dùng các loại cây củ tươi như hành tây cắt đôi dặt trong phòng hoặc dùng tần số sóng phù hợp để đuổi muỗi.
Nhân loại vẫn tiếp tục tìm kiếm phương thức và dược phẩm đối kháng với loài muỗi - đuổi hoặc diệt được muỗi ít ảnh hưởng đến sức khỏe con người. Gần đây nhà nghiên cứu Hector Douglas tại trường Đại học Alaska Fairbanks đã phát hiện được loài chim sẻ biển có lông vũ có khả năng tiết ra chất có thành phần tương tự như DEET có khả năng đuổi muỗi.ngoài ra còn có nhóm của James Logan thuộc Trung tâm Nghiên cứu Rothamsted (Anh quốc) đã tìm được thuốc đuổi muỗi từ chính mồ hôi của một số tình nguyên viên và họ đã tìm được một loại thuốc đuổi muỗi do chính cơ thể của một số người tình nguyện có khả năng tự chống muỗi để tìm cách tổng hợp một hóa chất tương dương có thể đuổi muỗi và tương thích cao với sức khỏe con người - chất này gần như không mùi đôi với con người song hiện nay vẫn đang trong thời gian thử nghiêm hoặc chỉ có ở mức đọ phòng thí nghiệm.
Ngoài ra Nghiên cứu của trợ lý giáo sư Mike Tyler từ Đại học Adelaide và nhà côn trùng học Craig Williams từ Đại học James Cook cho thấy: ếch sản xuất ra một loạt hoá chất ở trên da, một số loài lưỡng cư như một loài ếch xanh ở Australia có thể bài tiết ra dịch đuổi muỗi...Hiện nay tại Việt Nam theo một số tin gần đây đã phát hiện loại thuốc đuổi muỗi mới với sản phẩm thuốc được hình thành từ nguyên liệu dạng thực vật là hoa có pháp danh là hoa Allamanda Cathartica L.